# Scutellospora calospora
Scutellospora calospora är en svampart som först beskrevs av T.H. Nicolson & Gerd., och fick sitt nu gällande namn av C. Walker & F.E. Sanders 1986. Scutellospora calospora ingår i släktet Scutellospora och familjen Gigasporaceae.   Inga underarter finns listade i Catalogue of Life.